# Orthrus bicolor
Orthrus bicolor är en spindelart som beskrevs av Simon 1900. Orthrus bicolor ingår i släktet Orthrus och familjen hoppspindlar. Inga underarter finns listade i Catalogue of Life.